# Прогорелица
Прогорелица је насељено место града Краљева у Рашком округу. Према попису из 2022. било је 773 становника.

## Демографија
У насељу Прогорелица живи 750 пунолетних становника, а просечна старост становништва износи 42,4 година (40,5 код мушкараца и 44,3 код жена). У насељу има 289 домаћинстава, а просечан број чланова по домаћинству је 3,12.
Ово насеље је великим делом насељено Србима (према попису из 2002. године).
|  |

| Демографија | Демографија | Демографија |
| Година      | Становника  | Становника  |
| ----------- | ----------- | ----------- |
| 1948.       | 855         |             |
| 1953.       | 834         |             |
| 1961.       | 904         |             |
| 1971.       | 940         |             |
| 1981.       | 964         |             |
| 1991.       | 1.039       | 981         |
| 2002.       | 902         | 958         |

| Етнички састав према попису из 2002.‍ | Етнички састав према попису из 2002.‍ | Етнички састав према попису из 2002.‍ | Етнички састав према попису из 2002.‍ | Етнички састав према попису из 2002.‍ |
| ------------------------------------ | ------------------------------------ | ------------------------------------ | ------------------------------------ | ------------------------------------ |
|                                      |                                      |                                      |                                      |                                      |
| Срби                                 | Срби                                 |                                      | 899                                  | 99,66%                               |
| Хрвати                               | Хрвати                               |                                      | 1                                    | 0,11%                                |
| непознато                            | непознато                            |                                      | 0                                    | 0,0%                                 |

| Година пописа     | 1948. | 1953. | 1961. | 1971. | 1981. | 1991. | 2002. |
| ----------------- | ----- | ----- | ----- | ----- | ----- | ----- | ----- |
| Број домаћинстава | 168   | 178   | 225   | 271   | 289   | 328   | 289   |

| Број чланова      | 1  | 2  | 3  | 4  | 5  | 6  | 7 | 8 | 9 | 10 и више | Просек |
| ----------------- | -- | -- | -- | -- | -- | -- | - | - | - | --------- | ------ |
| Број домаћинстава | 45 | 79 | 49 | 62 | 28 | 21 | 3 | 1 | 1 | 0         | 3,12   |

| Пол    | Укупно | Неожењен/Неудата | Ожењен/Удата | Удовац/Удовица | Разведен/Разведена | Непознато |
| ------ | ------ | ---------------- | ------------ | -------------- | ------------------ | --------- |
| Мушки  | 393    | 122              | 245          | 15             | 9                  | 2         |
| Женски | 388    | 55               | 247          | 73             | 13                 | 0         |
| УКУПНО | 781    | 177              | 492          | 88             | 22                 | 2         |

| Пол    | Укупно                    | Пољопривреда, лов и шумарство | Рибарство                            | Вађење руде и камена | Прерађивачка индустрија       |
| ------ | ------------------------- | ----------------------------- | ------------------------------------ | -------------------- | ----------------------------- |
| Мушки  | 197                       | 38                            | 0                                    | 2                    | 55                            |
| Женски | 93                        | 23                            | 0                                    | 0                    | 22                            |
| УКУПНО | 290                       | 61                            | 0                                    | 2                    | 77                            |
| Пол    | Производња и снабдевање   | Грађевинарство                | Трговина                             | Хотели и ресторани   | Саобраћај, складиштење и везе |
| Мушки  | 4                         | 19                            | 21                                   | 0                    | 24                            |
| Женски | 1                         | 5                             | 15                                   | 5                    | 5                             |
| УКУПНО | 5                         | 24                            | 36                                   | 5                    | 29                            |
| Пол    | Финансијско посредовање   | Некретнине                    | Државна управа и одбрана             | Образовање           | Здравствени и социјални рад   |
| Мушки  | 4                         | 2                             | 9                                    | 3                    | 10                            |
| Женски | 3                         | 0                             | 1                                    | 2                    | 9                             |
| УКУПНО | 7                         | 2                             | 10                                   | 5                    | 19                            |
| Пол    | Остале услужне активности | Приватна домаћинства          | Екстериторијалне организације и тела | Непознато            | Непознато                     |
| Мушки  | 1                         | 0                             | 0                                    | 5                    | 5                             |
| Женски | 1                         | 0                             | 0                                    | 1                    | 1                             |
| УКУПНО | 2                         | 0                             | 0                                    | 6                    | 6                             |